# Andelsbach (Pfullendorf)

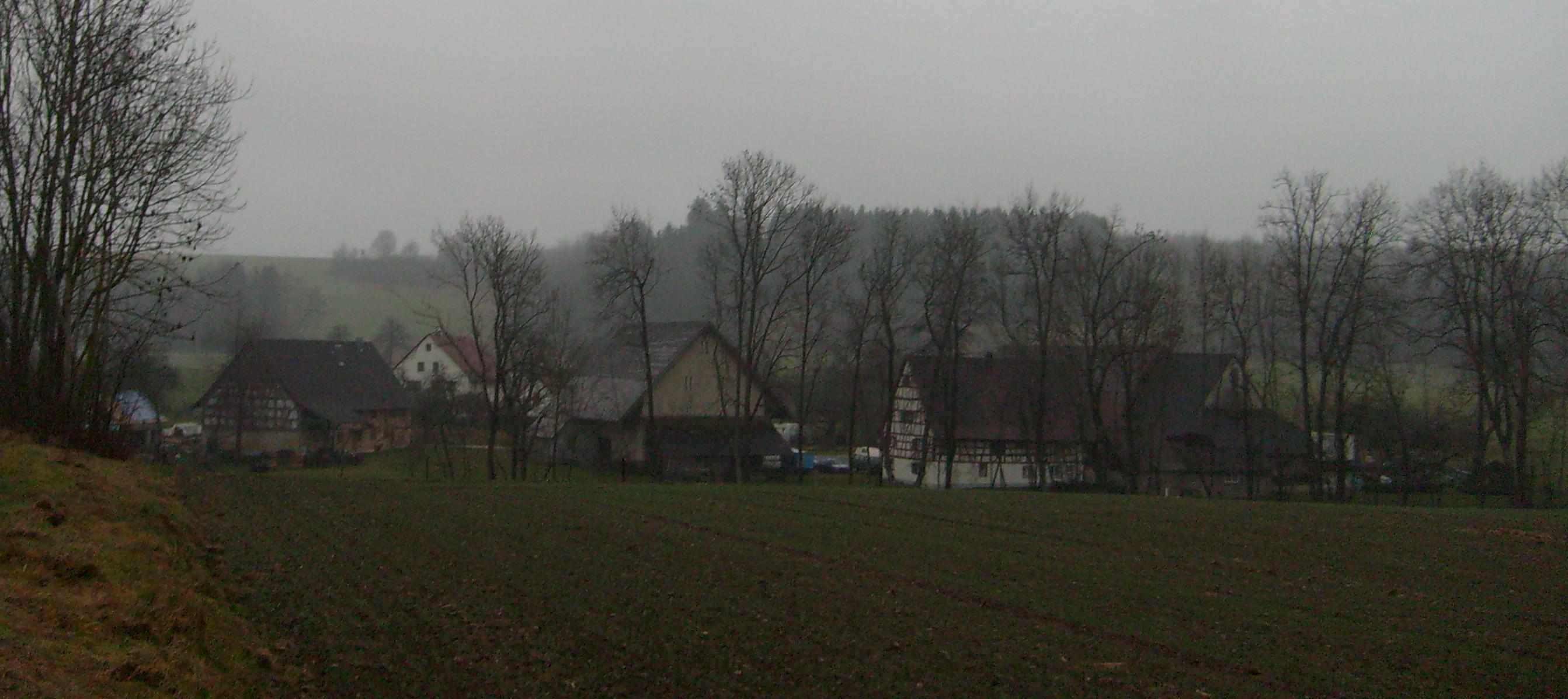
Andelsbach, von Neubrunn aus gesehen

Andelsbach ist ein Wohnplatz Denkingens, einer von sieben Ortschaften der Stadt Pfullendorf im Landkreis Sigmaringen in Baden-Württemberg, Deutschland.

## Geographie

### Geographische Lage
Der Weiler Andelsbach liegt auf der Gemarkung Denkingen am linken Ufer des Andelsbachs auf eine Höhe von rund 685 m ü. NN.

## Geschichte
Bereits im Jahr 1266 wird ein Hof mit dem Namen Andoltespach genannt. Namensgebend für den Ortsnamen ist der Andelsbach. Dass Siedlungen die gleiche Bezeichnung wie Flurnamen oder diesen als beschreibenden Namenszusatz tragen, kommt recht häufig vor, hier sei zum Beispiel die nahegelegenen Orte Hausen am Andelsbach oder Zell am Andelsbach genannt. Das zugrunde liegende Benennungsmotiv ist wohl der Personenname Andolf oder Andolt.
Der Weiler gehörte zum Gebiet der freien Reichsstadt Überlingen. Mit dem Reichsdeputationshauptschluss verlor Überlingen 1803 die Reichsunmittelbarkeit und wurde Teil des Kurfürstentums bzw. späteren Großherzogtums Baden. Verwaltet wurde es vom Amt bzw. Bezirksamt Überlingen. Im Jahr 1939 ging das Bezirksamt in den Landkreis Überlingen auf. Andelsbach gehörte zusammen mit Langgassen, Straß und Hilpensberg zur badischen Gemeinde Denkingen.
Im Zuge der Gemeindegebiets- und Kreisreform in Baden-Württemberg wurde Denkingen und somit auch Andelsbach zum 1. Januar 1973 zur Stadt Pfullendorf eingemeindet und diese zeitgleich dem Landkreis Sigmaringen zugeordnet.
Andelsbach ist nach wie vor landwirtschaftlich geprägt.

### Einwohner
In Andelsbach leben aktuell zehn Einwohner (Stand: Mai 2015).

## Kultur und Sehenswürdigkeiten

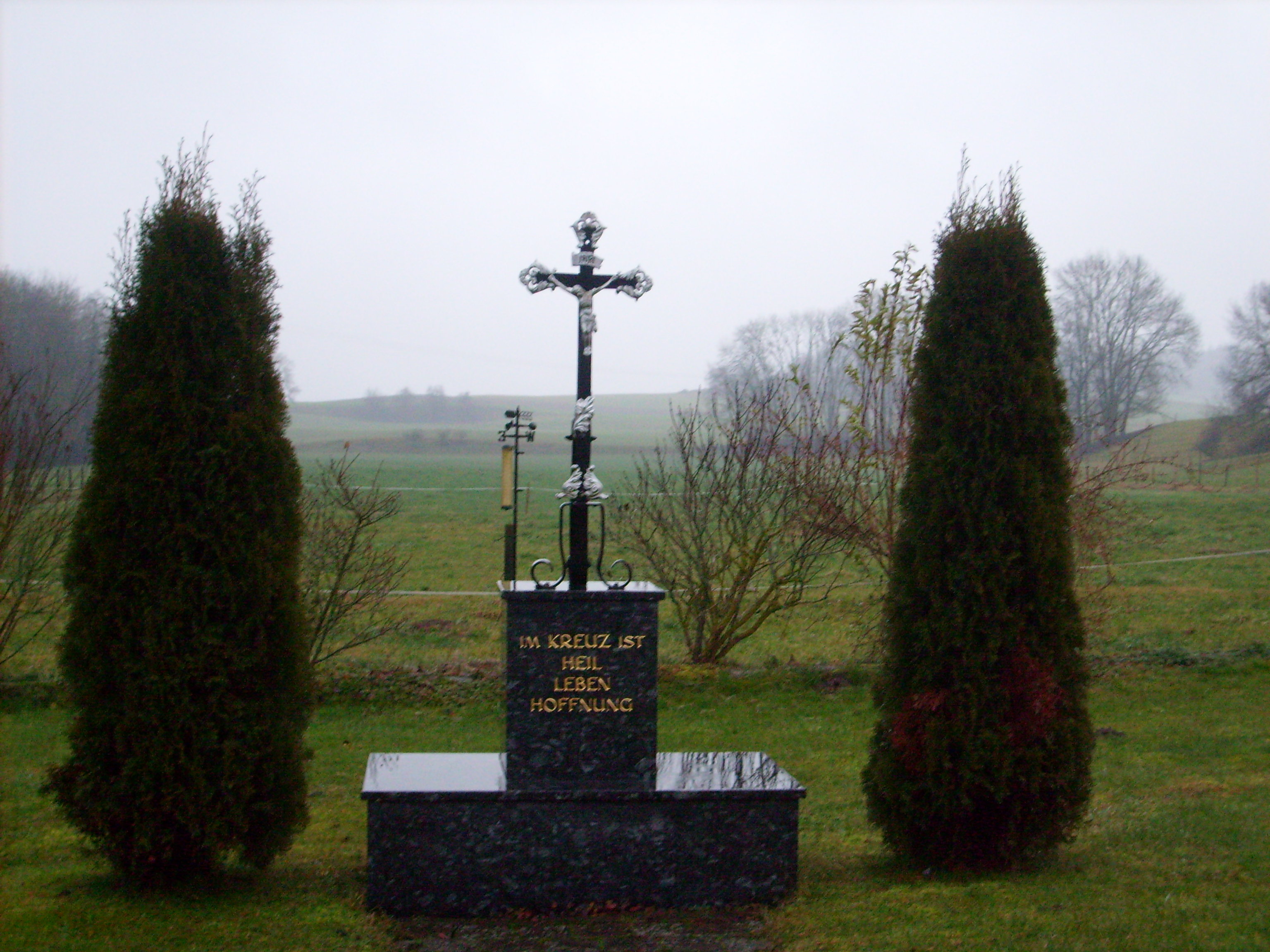
Wegkreuz in Andelsbach

### Bauwerke
In Andelsbach befindet sich an der Verbindungsstraße mit einem gepflegten Kleindenkmal ein Zeugnis der Volksfrömmigkeit einer katholischen Sakrallandschaft: Das schmiedeeiserne Wegkreuz mit Christuskorpus steht auf einem Marmorsteinsockel mit Beschriftung und wird von zwei Büschen flankiert.